# Sericornis rufescens
Sericornis rufescens е вид птица от семейство Acanthizidae.

## Разпространение
Видът е разпространен в Индонезия.